# Вязание крючком

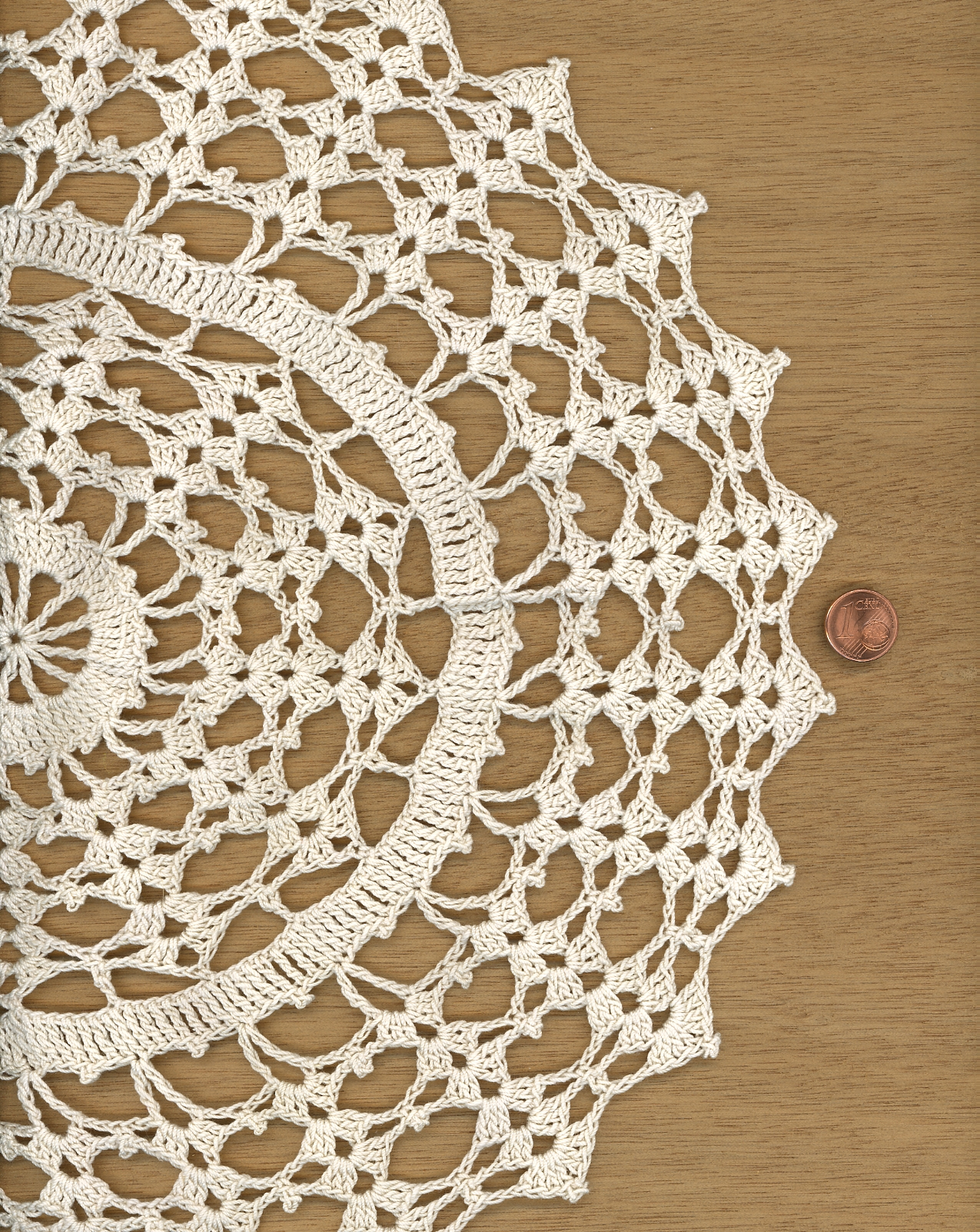

Вязание крючком — один из видов рукоделия, в процессе которого при помощи вязального крючка и ниток создаются вязаные изделия.

## История

Поделки вязанные крючком

Самое раннее письменное упоминание этого вида рукоделия зафиксировано под названием «пастушье вязанье» в The Memoirs of a Highland Lady by Elizabeth Grant in the 19th century. Впервые узоры для вязания крючком были опубликованы в голландском журнале Pénélopé в 1824 году. Доказательством того, что вязание крючком было новинкой в XIX веке, считают публикацию 1847 года A Winter’s Gift, в которой содержатся подробные инструкции по исполнению приёмов вязания крючком, в то же время, когда основы других видов рукоделия для читателей не разъясняются. Описание вязания крючком в Godey’s Lady’s Book в 1846 и 1847 годах появились ещё до принятия унифицированных схем в 1848 году.
Вязаное полотно известно с древнейших времён, но неизвестны образцы вязания крючком, датируемые ранее 1800 года, ни в этнографических коллекциях, ни среди найденных при археологических изысканиях. По сообщению энциклопедии Британника этот вид вязания появился в XIX веке как род вышивки тамбуром, но с использованием вместо иглы крючка. Большинство же старинных образцов, которые считались связанными крючком, на самом деле были выполнены иглой.
Донна Кулер считает гипотезу о возникновении вязания крючком из вышивки тамбуром ошибочной: крючки для вышивки тамбуром, сохранившиеся до наших дней, имеют винт, который препятствует вязанию «на воздухе». Кулер предполагает, что начавшаяся индустриализация была толчком для развития этого вида рукоделия. На изготовление трикотажа крючком требуется гораздо большее количество нити, чем при других методах вязания и хлопковая пряжа наиболее подходящий для этого вида рукоделия материал. А после появления хлопкоочистительных машин и механических прялок хлопковая нить в Европе и Северной Америке стала широко доступной и недорогой.
Первые вязальные крючки были и примитивными гнутыми иглами в пробковых ручках, такими пользовались бедные ирландские вязальщицы, и дорогими серебряными, стальными, из слоновой кости, созданные не столько для работы, сколько для украшения и привлечения внимания к дамским рукам. В Ирландии, во время голода 1845—1849 годов, одной из форм помощи голодающим стало обеспечение их заказами на выполненные крючком кружева (производство вязаного кружева было альтернативным способом зарабатывания денег для ирландских рабочих). Мадемуазель Риего дела Бланшардье, опубликовавшей в 1846 году первую книгу моделей из ирландского кружева, обычно приписывают изобретение этого вида вязания крючком. Мода на ирландское вязание в Европе и Америке продлилась вплоть до Первой мировой войны. Вязание крючком в 1910—1920 годах стало ещё более сложным в узорах и способах соединения.
В России вязание крючком получило распространение с конца XIX века. Мастерицы вязали преимущественно кружева, заимствуя для них узоры из народной вышивки крестом и ткачества.
В наши дни вязание крючком стало очень популярным и вошло в число любимейших занятий, поскольку научиться вязать крючком несложно, легче, чем спицами. В последнее время крючком вяжут также сувенирные изделия и поделки.

## Описание
Вязание крючком подразделяется на следующие виды: простое вязание с помощью короткого крючка, тунисское вязание длинным крючком, вилочное, с применением крючка и специальной вилки (шалевой скобы), гипюр или ирландское (брюссельское) кружево, где отдельные мотивы, связанные крючком соединяются в изделие.
Существует два способа вязания: плоское и круговое. В простом вязании крючком при плоском вязании возможно направление движения вперёд и назад (с поворотом в конце каждого ряда и вывязыванием петель поворота) — при таком вязании отсутствует изнаночная сторона, либо только вперёд, с обрывом и закреплением нити в конце каждого ряда. В круговом вязании изделия вяжутся либо цилиндрической формы (без шва), либо круговой.

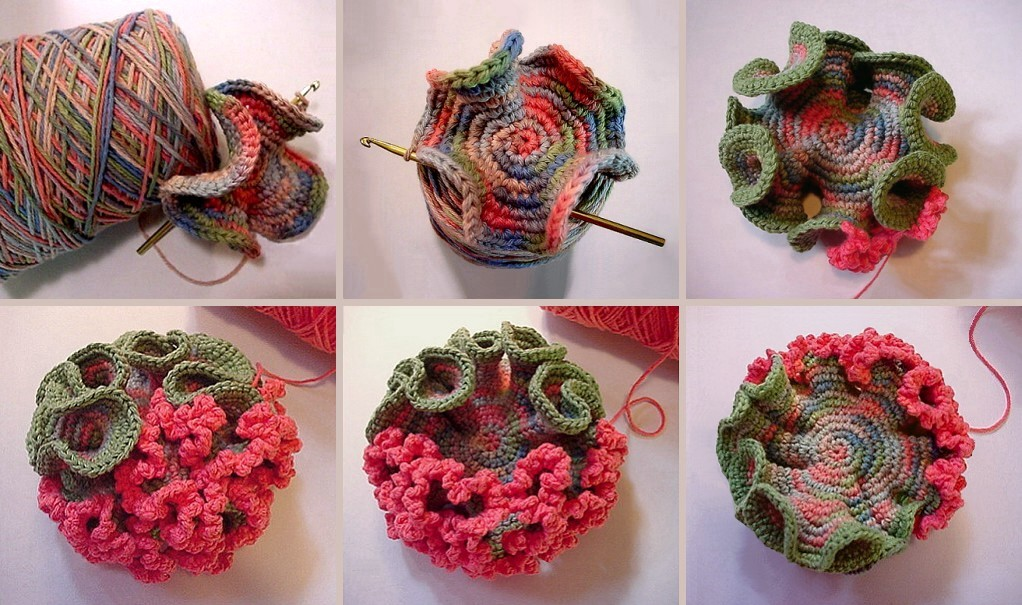

При вязании крючком рабочая нить придерживается большим и указательным пальцами левой (у левшей правой) руки. Крючок держится в правой (у левшей левой) руке большим и указательным пальцами с опорой на третий палец. Нить набрасывается на крючок, продетый в свободную петлю, и вытягивается через неё. Основные типы петель в вязании крючком: воздушная, полустолбик, столбик без накида, столбики с накидами.
Вязание крючком отличается быстротой и возможностью создавать не только плотные, рельефные узоры, но и тонкие, ажурные, напоминающие кружевное полотно. Вязание крючком применяют как для изготовления одежды целиком (например, свитер, шарф, платье, шаль, варежки и т. д.), так и отделочных элементов одежды (рукава, пуговицы, манжеты, воротник и т. д.) или украшений (салфетки, занавески, скатерть и т. д.).

## Крючки и нитки
Изначально вязальные крючки не были крючками в прямом смысле слова — это были ровные палочки. Сейчас используются крючки из различных материалов: металлические, костяные, пластмассовые, деревянные, и разной толщины (от 0,5 до 15 мм).
Крючки диаметром 3—15 мм употребляют для вязания изделий из толстой шерстяной или синтетической пряжи, полиэфирного шнура. Для ириса, мулине, гаруса берут более тонкий крючок (1,5—2,5 мм в диаметре).
Если для тонких ниток взять толстый крючок, вязаное полотно будет ажурное, с большими просветами. Если же взять толстые нитки и тонкий крючок, то получится плотное вязание. Правильное соотношение — толщина крючка должна быть почти в два раза больше толщины нитки.
Фактура полотна, вязанного крючком, отличается своеобразным переплетением ниток, плотностью и малым растяжением. Эти свойства позволяют применять для вязания крючком не только шерстяные, но и хлопчатобумажные нитки.

## Основные приемы вязания крючком

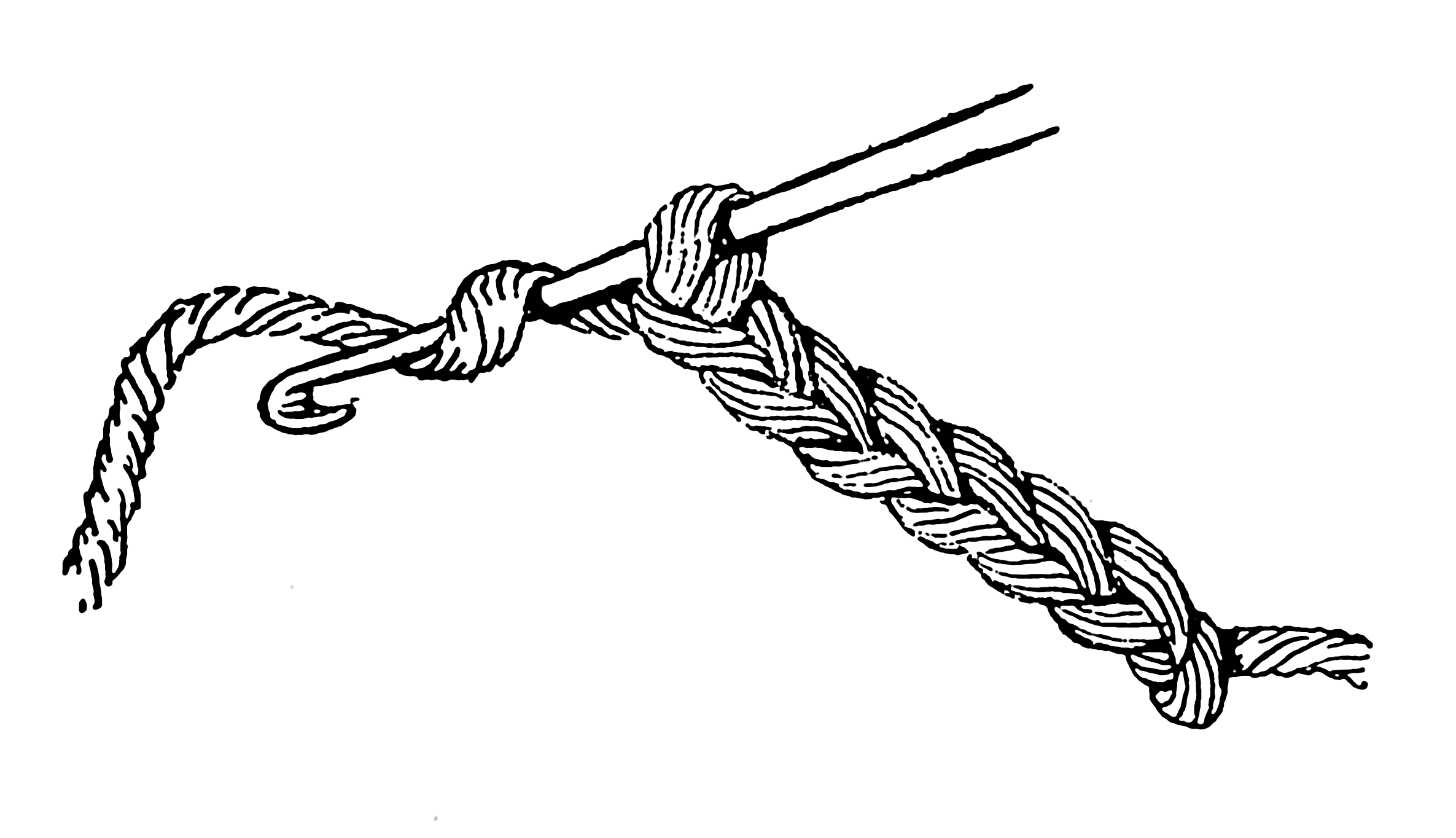
Вязание цепочки из воздушных петель

Узоры вязания состоят из разных сочетаний петель и столбиков. К основным видам петель и столбиков относятся:
- Воздушная петля. С помощью воздушных петель образуется основа для последующего вязания. Также эти петли используются при создании ажурных узоров и при подъёме (переходе на следующий ряд). Выполняется первая петля. Крючком, продетым в неё, захватывается и вытягивается в узел рабочая нить, в новую петлю вводится крючок и снова вытягивается накид из рабочей нити.
- Рельефные столбик. Рельефные столбики бывают двух видов: расположенные перед работой (рельефные лицевые или «выпуклые») и за работой (рельефные изнаночные или «вогнутые»). Отличие рельефного столбика с накидом от обычного столбика с накидом в способе крепления относительно столбиков предыдущего ряда. Столбики провязываются не за петли предыдущего ряда, крючок вводят под сами столбики.
- Полустолбик. Крючок вводится в петлю, выполняется накид и протягивается через петлю. Снова выполняется накид на крючок и протягивается через обе петли, находящиеся на крючке. Следующий столбик формируется на следующей петле цепочки.
- Столбик без накида или плотная петля. Крючок вводится в петлю, выполняется накид и протягивается через обе петли, находящиеся на крючке. Следующий столбик формируется на следующей петле цепочки.
- Полустолбик с накидом. Столбик получается выше столбика без накида, но меньше столбика с накидом. Полотно, связанное этим видом столбиков достаточно плотное, с ярко выраженными горизонтальными рядами. Выполняется накид на крючок, крючок вводится в петлю, следующую по ходу вязания. Через эту петлю вытягивается рабочая нить, затем выполняется второй накид (против часовой стрелки) на крючок, который вытягивается через все три петли на крючке.
- Столбик с накидом. Высота столбика с накидом зависит от количества сделанных накидов. Выполняется накид на крючок, крючок вводится в петлю, следующую по ходу вязания. Через эту петлю протягивается рабочая нить, затем выполняется второй накид на крючок, который вытягивается через две петли на крючке. Далее выполняется третий накид на крючок, который протягивается через две оставшиеся петли на крючке.
- Столбики с двумя, тремя и более накидами. Выполняется по типу столбика с одним накидом. Количество накидов зависит от условного обозначения.

На основе петель и столбиков выполняются все остальные элементы вязания:
- Листик
- Пышный столбик
- Бугорок
- Полуколечко
- Колечко
- Шишечка

## Условные обозначения для вязания крючком

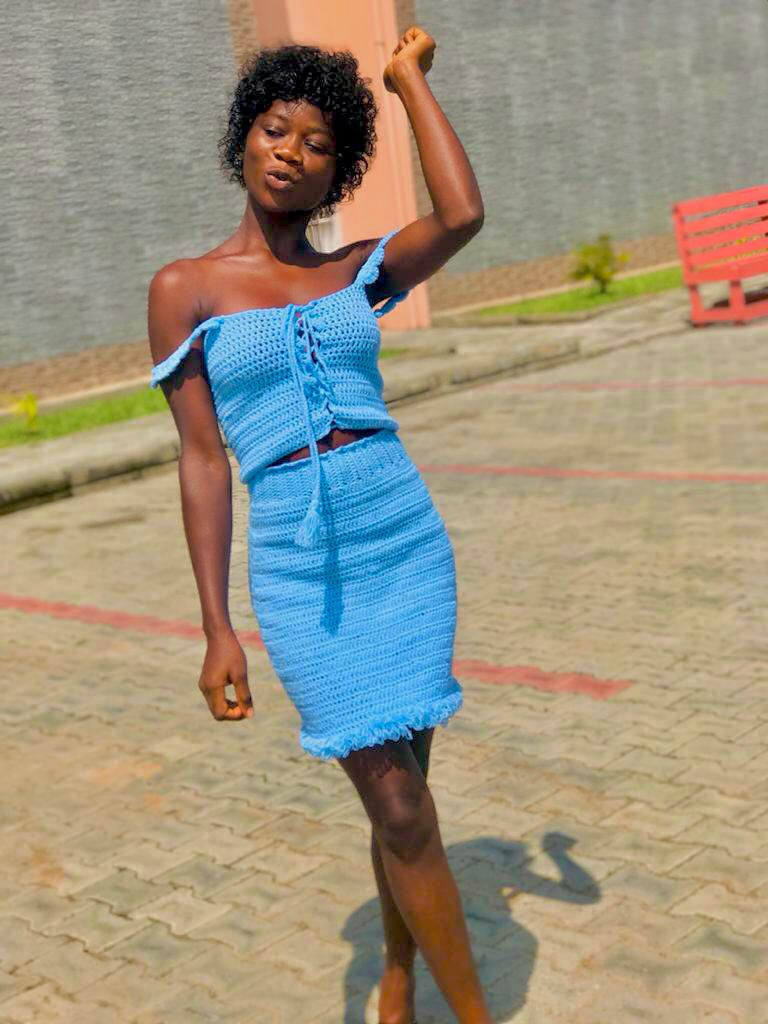

Как обозначаются элементы вязания крючком на схемах.
•໐ — воздушная петля
৲ — соединительный столбик
+ — столбик без накида
† — столбик с одним накидом
‡ — столбик с двумя накидами
ᗖ — столбики с накидами, связанные на одной петле основания
ᗗ — столбики с накидом с общей вершиной

## В культуре
Анна Каренина в романе вяжет крючком:
«Ведь это всегдашняя жизнь вас всех, молодых мужчин, — сказала она, насупив брови, и, взявшись за вязанье, которое лежало на столе… Она держала в руках вязанье, но не вязала… Она отклонилась от него, выпростала, наконец, крючок из вязанья, и быстро, с помощью указательного пальца, стали накидываться одна за другой петли белой, блестевшей под светом лампы шерсти…»

## См. также

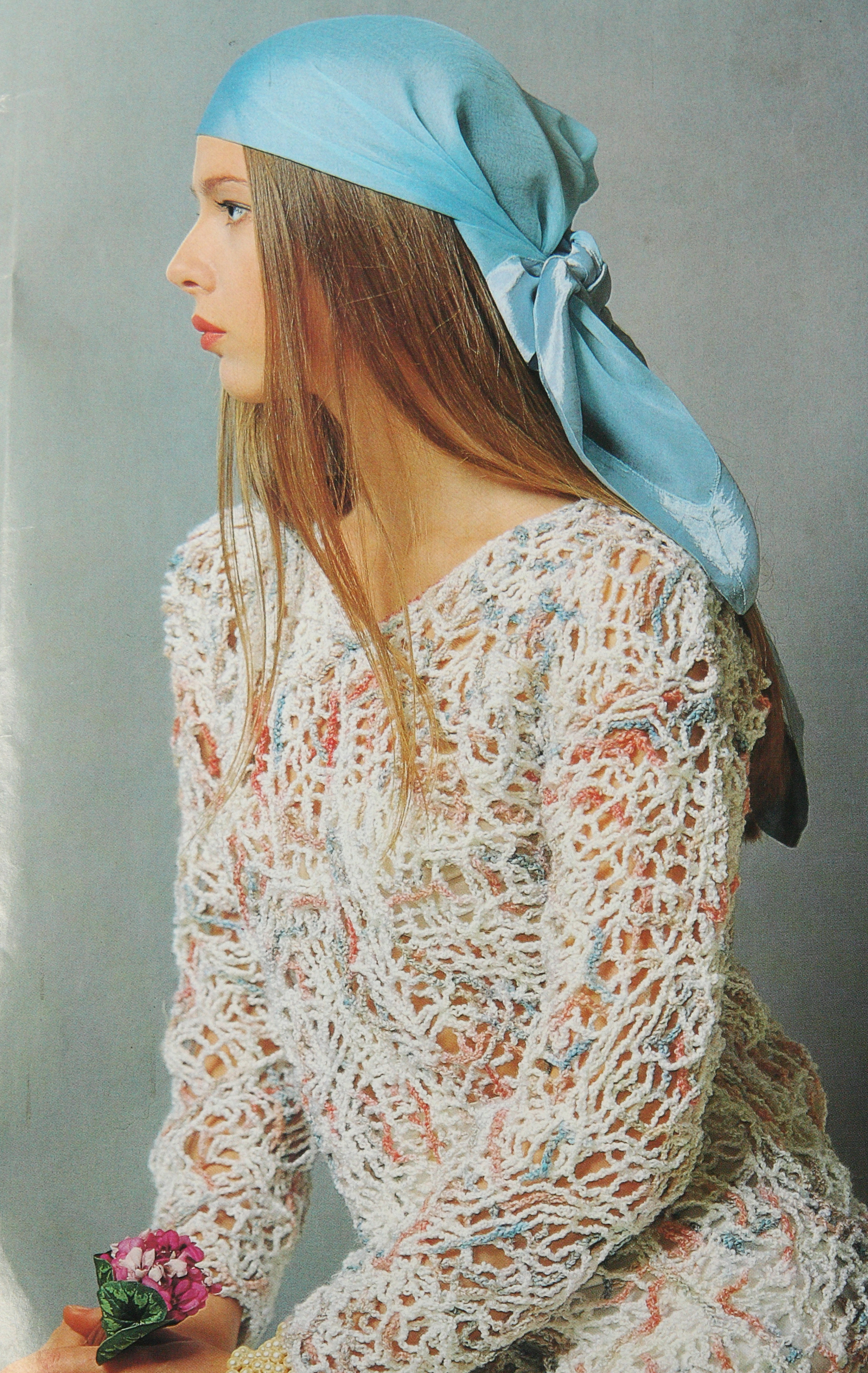
«Кружево»